# Maifest
Ein Maifest ist ein festlicher Brauch, der regelmäßig im Monat Mai stattfindet und dabei im Laufe der Kulturgeschichte in verschiedenen Gesellschaften ganz verschiedene Formen angenommen hat. 

## Beschreibung und Brauchtum
In der Regel findet das Maifest am 1. Mai oder am ersten Wochenende im Mai statt. In vielen Regionen steht es in Verbindung mit der Aufstellung eines Maibaumes. In dem ehemaligen Fischerdorf Köln-Poll ist das Maifest auch mit dem – früheren – Fang von Maifischen verknüpft.
Im rheinländischen Maibrauchtum wird das Maifest – oft als Kirmes – meist von Maivereinen, Junggesellengruppen (Geloog, Reih, Junggesellenverein) oder Brauchtumsgruppen veranstaltet. Neben den Veranstaltungen im öffentlichen Raum finden die eigentlichen Feiern meist in einem Festzelt oder großem Saal statt. Im Mittelpunkt steht dabei oftmals ein Maikönigspaar oder allein eine Maikönigin. Die Bräuche, Auswahl- bzw. Proklamationsverfahren sind von Ort zu Ort unterschiedlich. So wird das neue Königspaar manchmal bereits am 1. Mai proklamiert, teilweise auch erst später auf einem Königsball.
Das Bernlocher Maifest, zählt zu den größten, bekanntesten und erfolgreichsten Zeltfesten der Schwäbischen Alb und wird seit 1981 durch den SSV Bernloch im 870-Seelen-Ort Bernloch der Gemeinde Hohenstein veranstaltet.
In Köln ist in mittelalterlichen Erwähnungen nur der Titel eines „Meygrafs“ zu finden. Später stand aber dann die Maikönigin im Vordergrund und der Titel des Maigrafs verschwand.
Eng verbunden mit dem Maifest ist – regional unterschiedlich – oftmals ein bestimmtes Getränk, früher als Maitrank bezeichnet. Am bekanntesten ist die Maibowle, ein Mix von Wein und Sekt; in Ostpreußen gab es eine Variante mit dunklem Bier und Schnaps. Maibock ist eine spezielle Biersorte, die zwar im Mai gebraut wird, aber nicht in direkter Verbindung mit Maifesten steht, dort aber auch gerne getrunken wird.